# Radotínský potok
Radotínský potok je levostranný přítok Berounky, do které se vlévá v Radotíně zhruba 3,7 km před jejím ústím do Vltavy ve výšce 192 m n. m. Pramení u obce Ptice ve výšce kolem 400 m n. m., délka toku je 22,6 km, povodí 68,5 km2.

## O potoku
Protéká Ptice, Úhonice, Drahelčice, Rudnou, Krahulov, Nučice, Tachlovice, Chýnice, Choteč, Ořech, samotu Cikánka a Radotín. Na horním toku protéká po náhorních rovinách Pražské plošiny, pod Tachlovicemi se zařezává do hlubšího údolí. Má jen malé přítoky. Nad Cikánkou se do něj zleva vlévá Zmrzlík neboli Mlýnský potok, u cementárny zleva Lochkovský potok a pod cementárnou na začátku Radotína zprava Šachetský potok z Černé rokle a zleva Skalní potok ze Slavičího údolí.

## Galerie

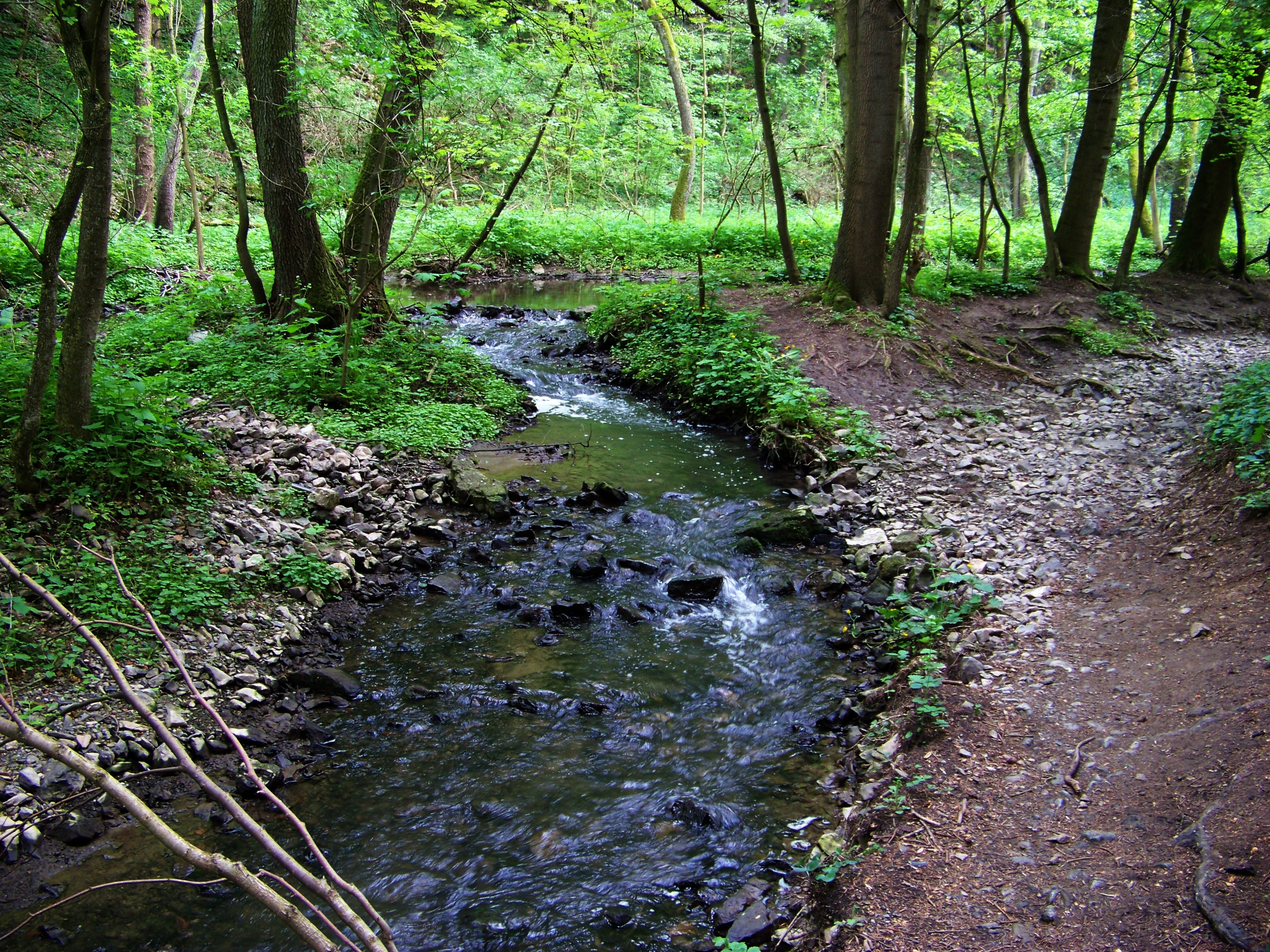
Radotínský potok pod Kalinovým mlýnem
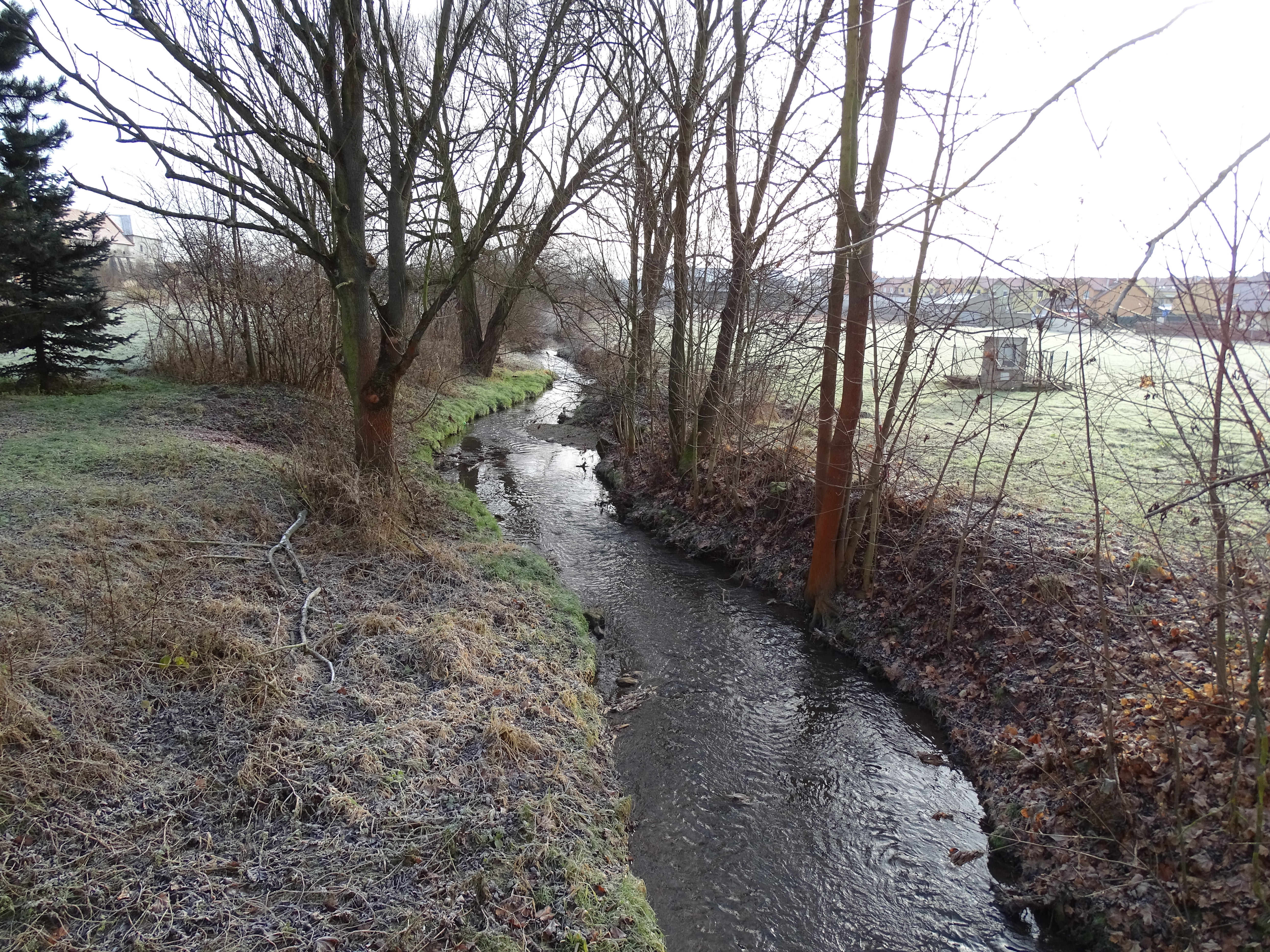
Potok v Tachlovicích
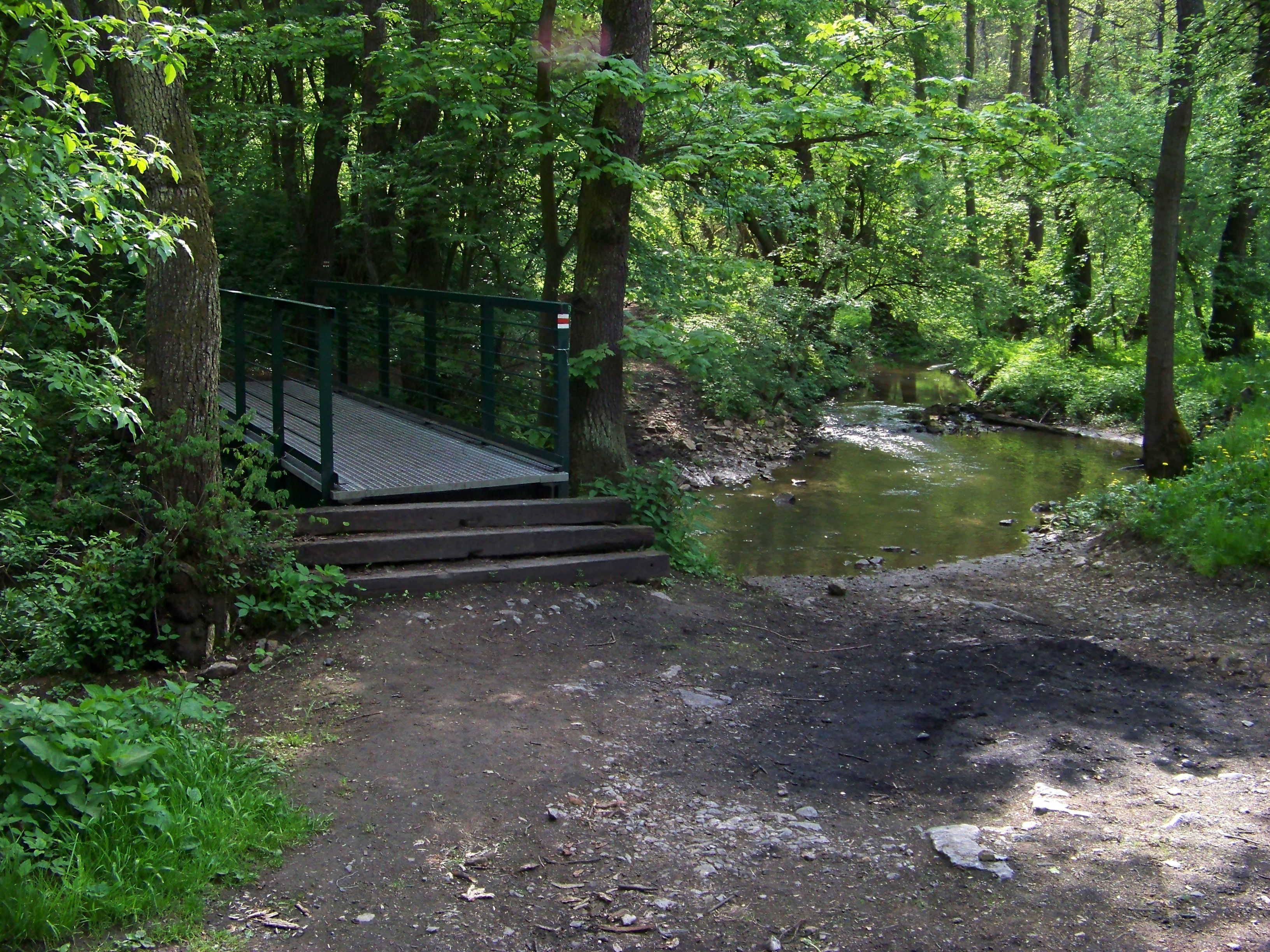
Lávka u Rutického mlýna
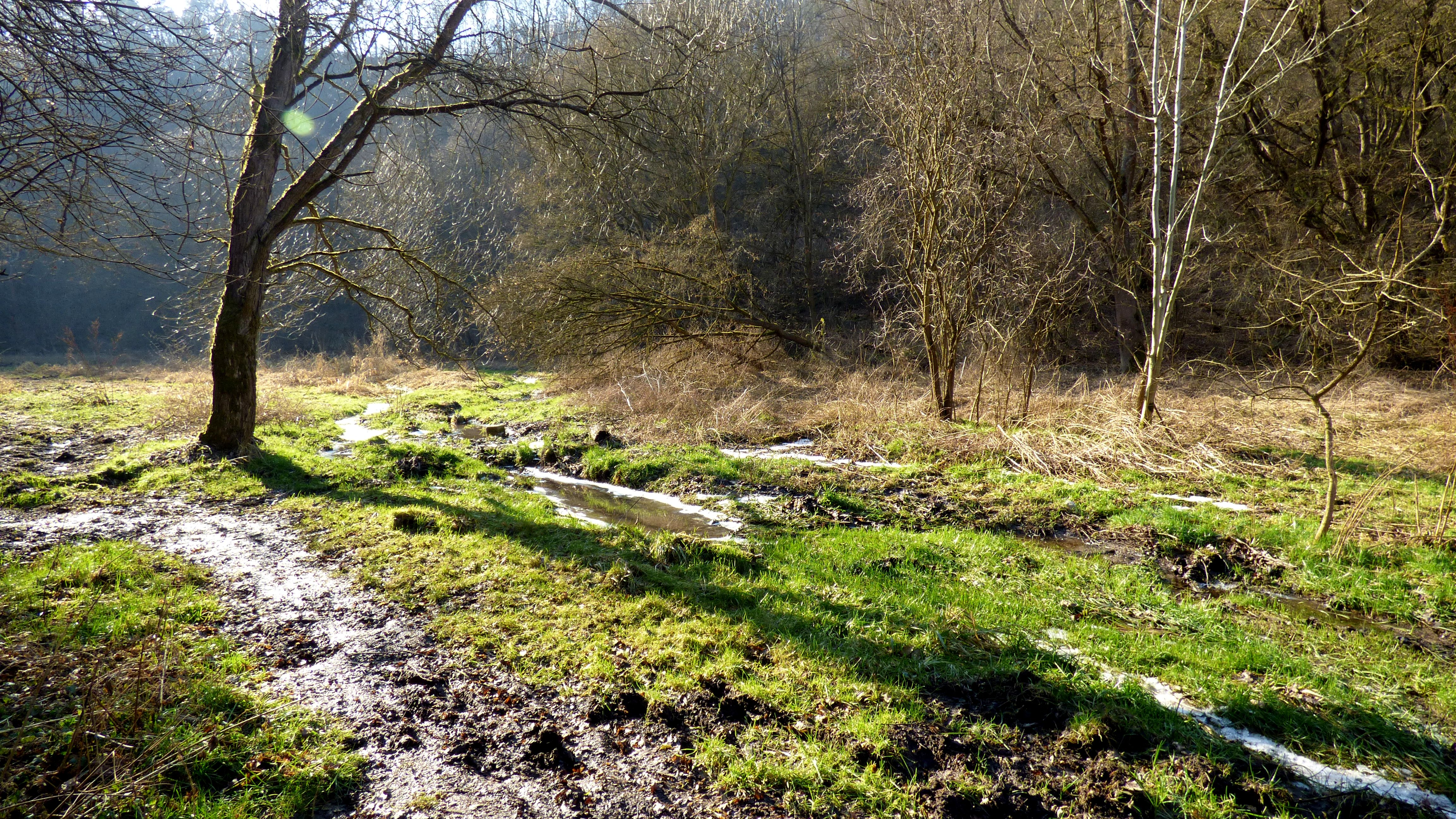
Potok u obce Choteč
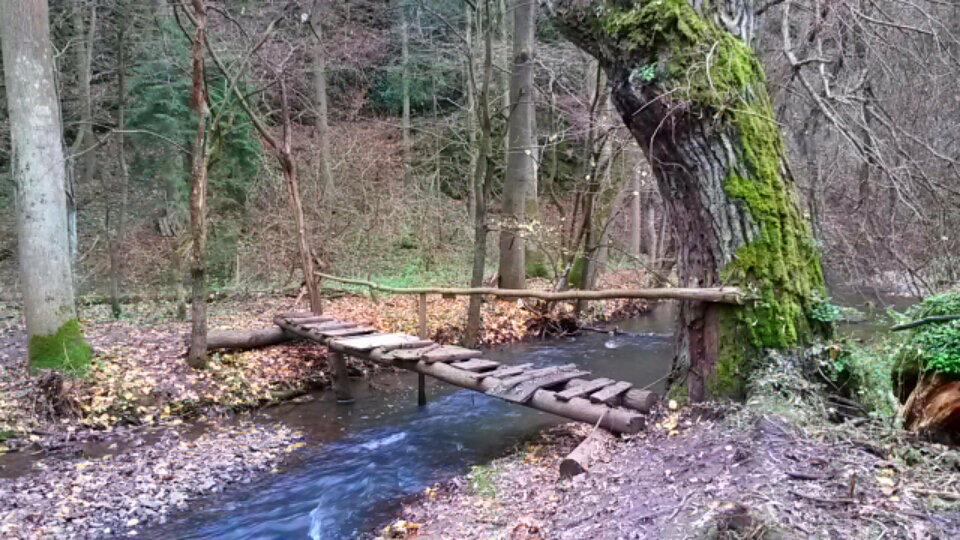
Lávka přes potok
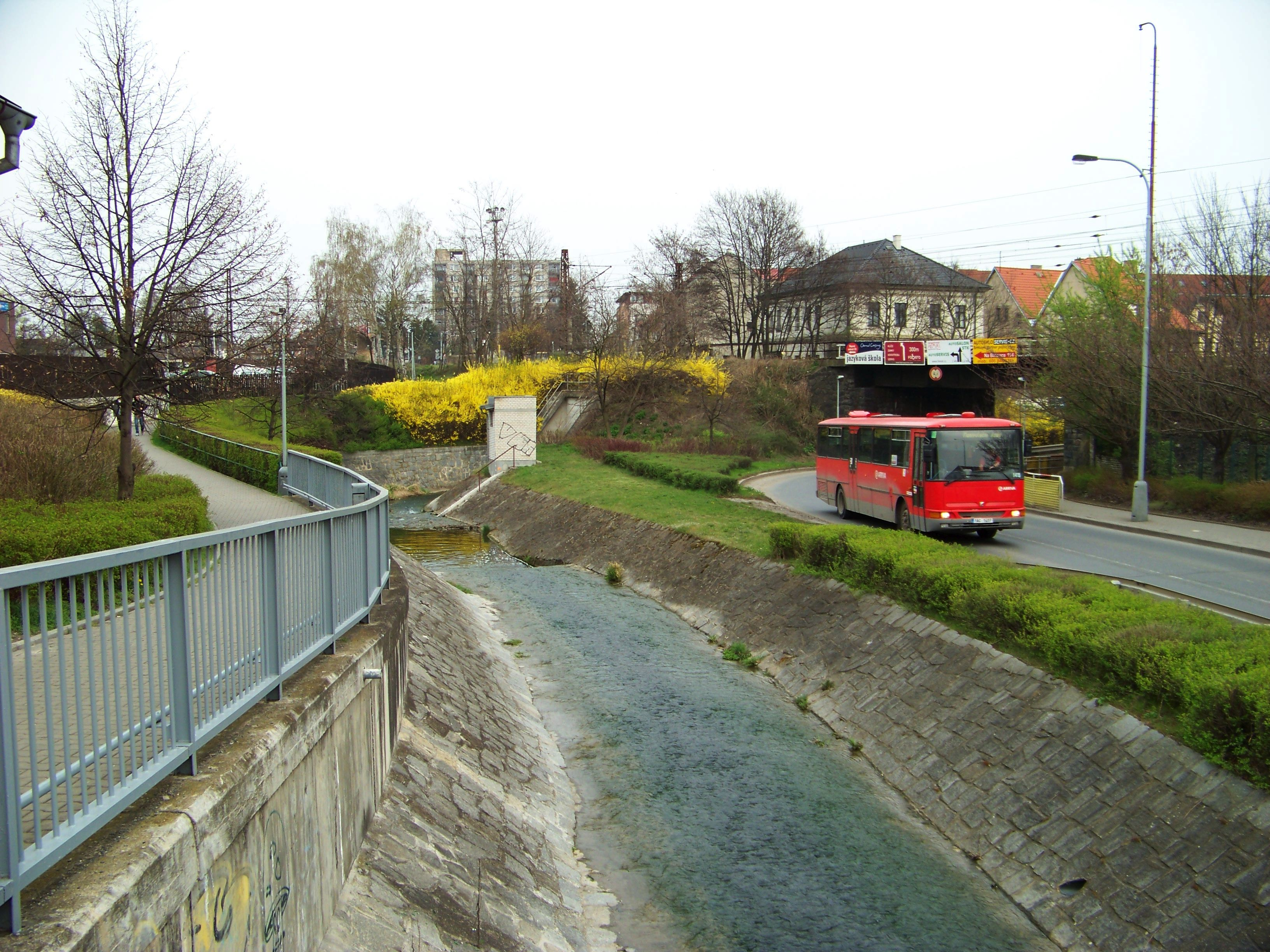
Potok v Radotíně
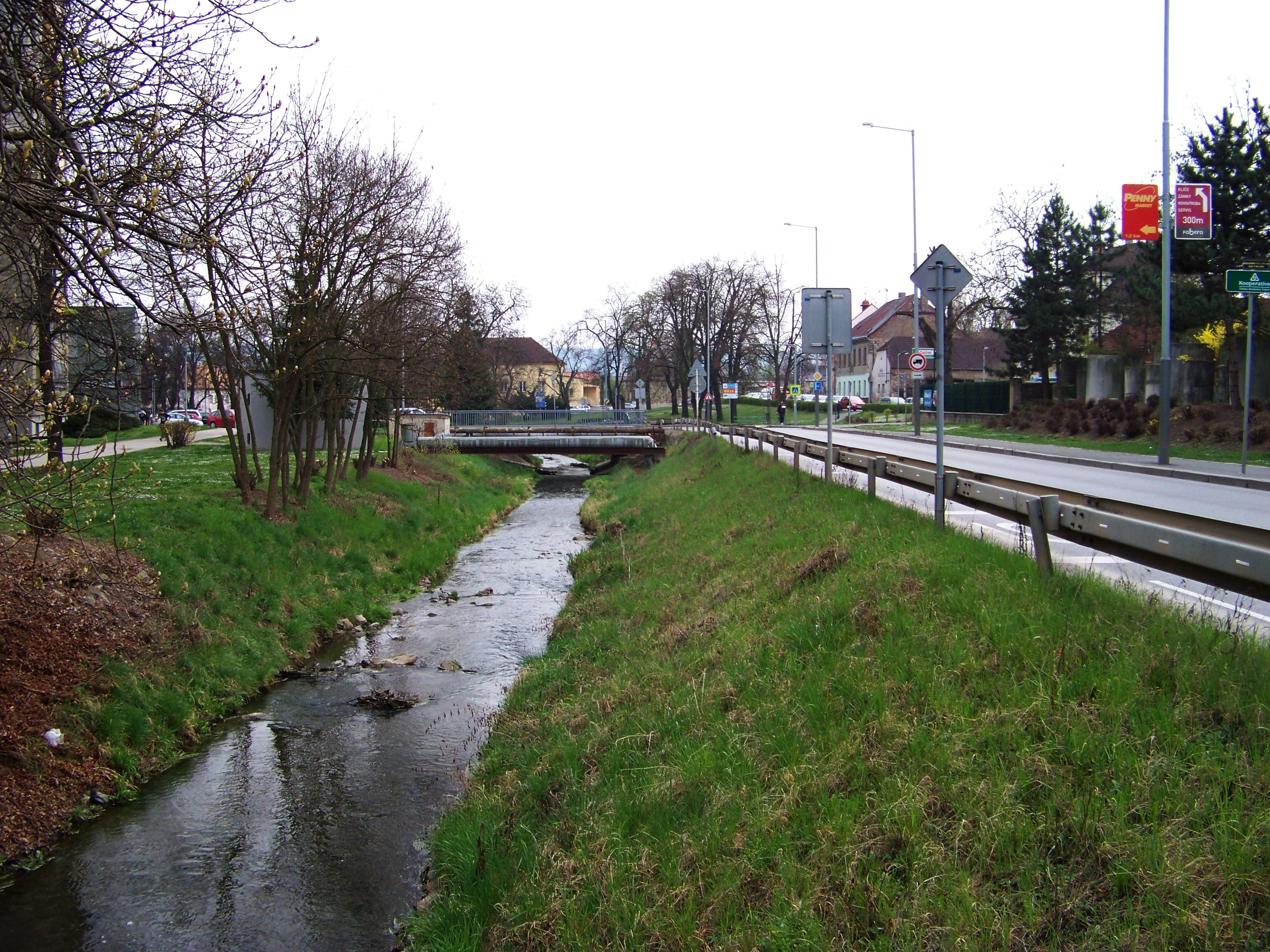
Potok v Radotíně
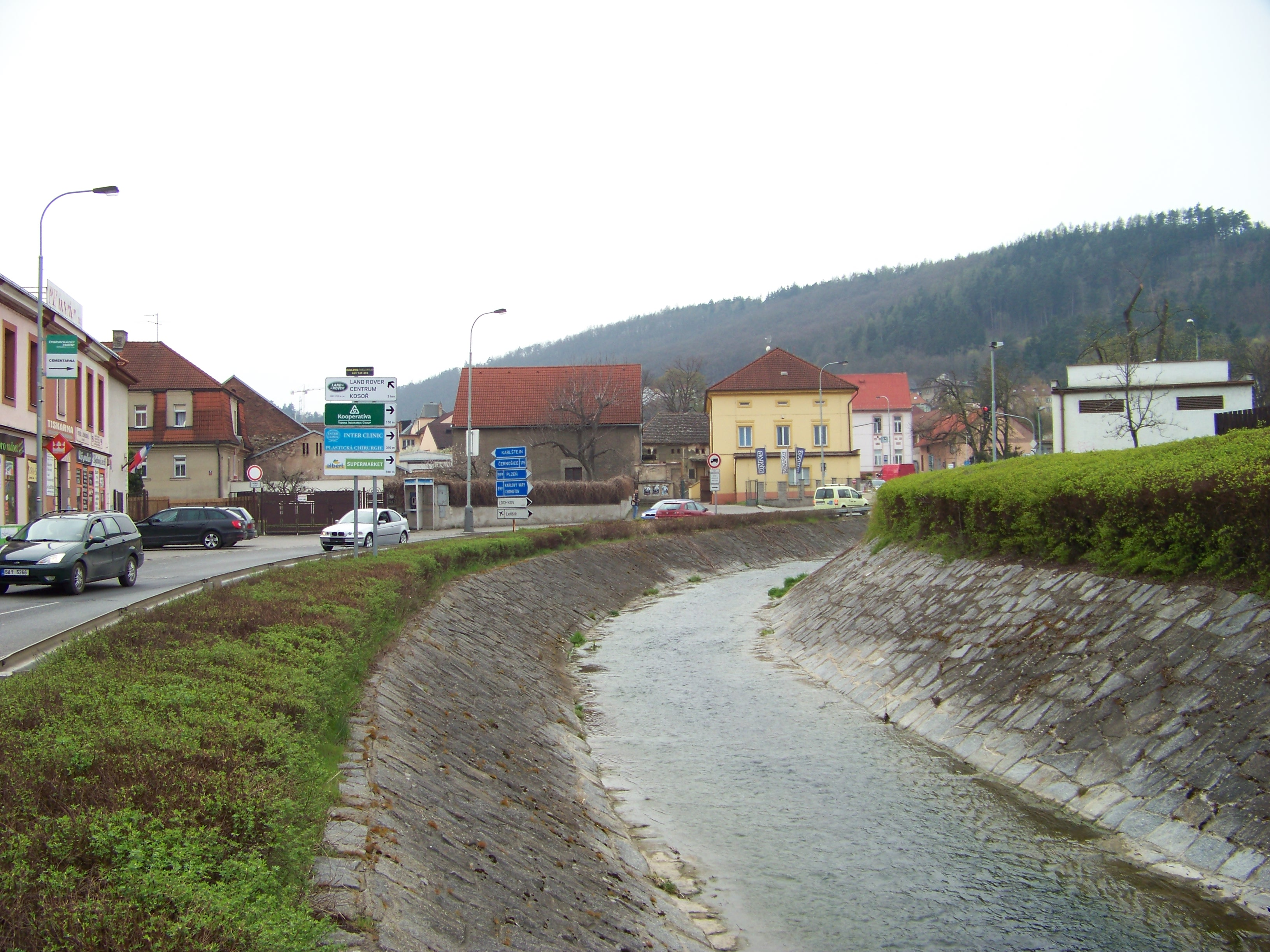
Potok v Radotíně
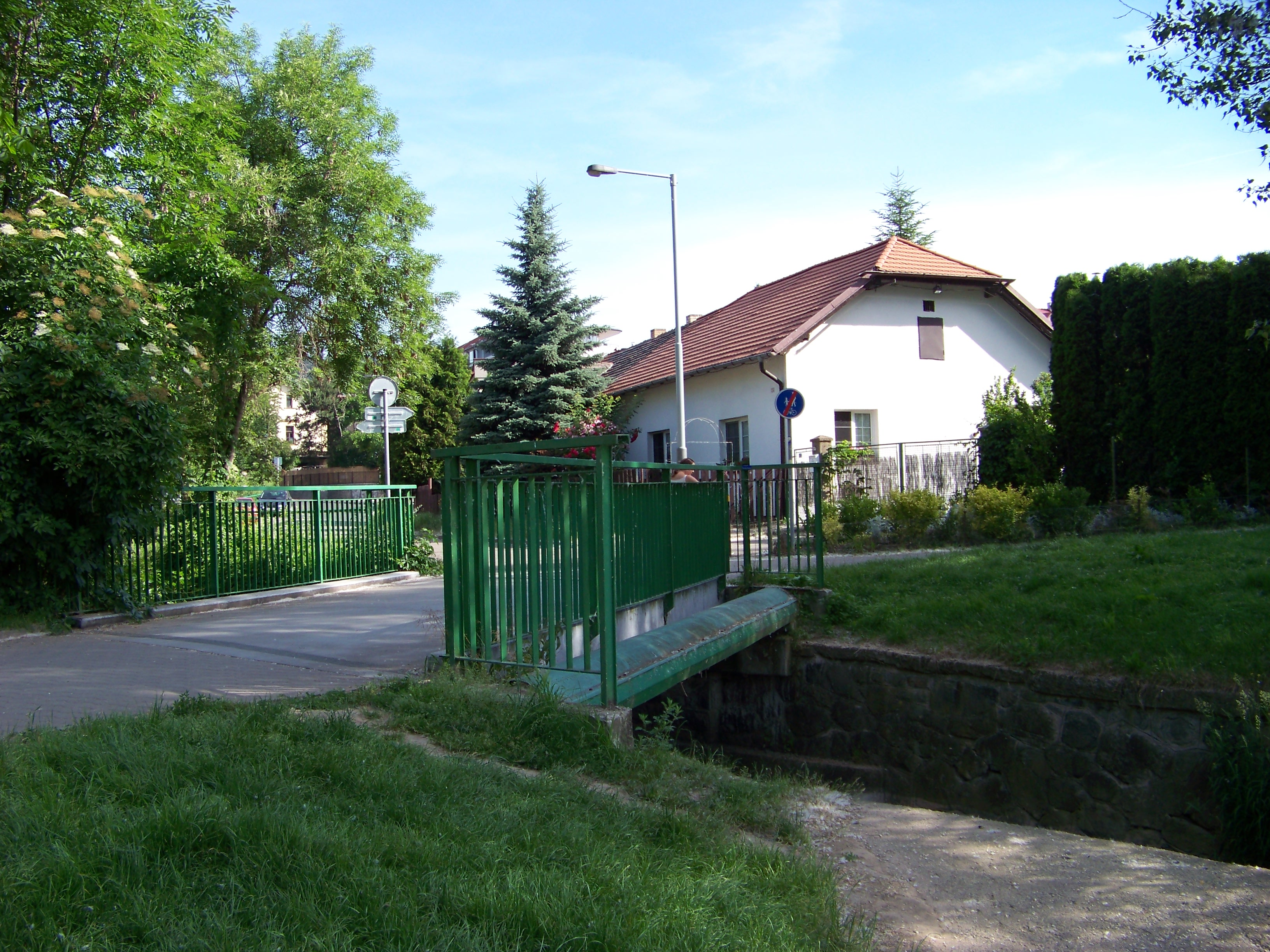
Most přes potok na nábřeží v Radotíně
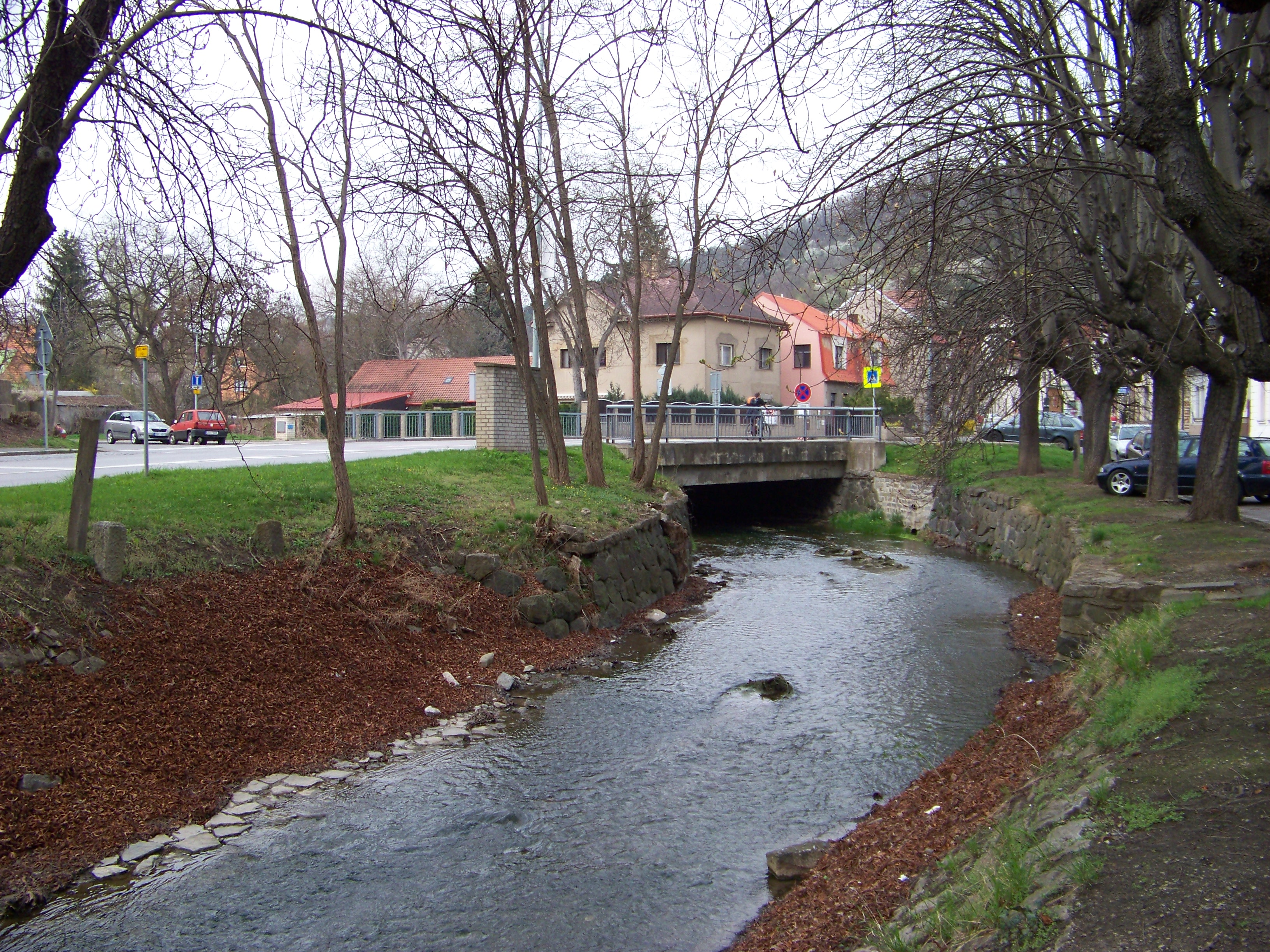
Most přes potok

## Mlýny
Mlýny jsou seřazeny po směru toku potoka.
- Hořelický mlýn – Rudná-Hořelice, Na Mlynářce č.p. 4
- Hrázský mlýn (Hořejší) – Tachlovice, Karlštejnská
- Kalinův mlýn (Prostřední) – Tachlovice, č.p. 115
- Rážův mlýn (Dolní, Kalinův) – Tachlovice, Mlejnská 1
- Hladkovský mlýn (Jelínkův, Karlštenský, Hladký) – Tachlovice-Dobříč u Prahy, U Potoka
- Malý mlýn (Malomlejnský) – Tachlovice-Chýnice, K Ousoší č.p. 29
- Dubečský mlýn – Chýnice, č.p. 30
- Prantlerův mlýn (Pivovarský, Brandlův, Nad Chotčí) – Choteč u Prahy, č.p. 27
- Mlýn U Veselých – Choteč u Prahy, č.p. 23
- Cvrčkův mlýn (Suchý) – Ořech, č.p. 22
- Kalinův mlýn (Ořešský, Podořešský) – Ořech, Ke Kalinovu mlýnu č.p. 1
- Taslarův mlýn (Rutický, Brejchův, Hořejší, Podkopanský) – Zadní Kopanina, U Skopců č.p. 6
- Maškův mlýn (Špačkův, Brejchův, Zadní) – Zadní Kopanina, K Zadní Kopanině č.p. 30 (č.ev. 7), Kulturní památka
- Mlýn Rutice (Špačkův mlýn) – Radotín (původně Kosoř), Na Cikánce č.p. 39
- Nový Kalinův mlýn (Horův) – Radotín (původně Slivenec), Na Cikánce č.p. 39, zbořen 1985
- Šarbochův mlýn – Radotín (původně Kosoř), Na Cikánce č.p. 28, zbořen
- Drnův mlýn (Nový, Na Drnu, Přední Mašek) – Radotín (původně Lochkov), Na Cikánce č.p. 20, zbořen
- Hadrovský mlýn (U Hadrů, Hadrový, Brouchův) – Radotín, K Cementárně č.p. 23
- Hořejší mlýn (Böhmův) – Radotín, Pod Klapicí č.p. 15
- Prostřední mlýn (Farářský, Panský, U Hamanů) – Radotín, náměstí Osvoboditelů č.p. 9, Kulturní památka
- Dolejší mlýn (Šnajberkův, Smaltovna) – Radotín, Václava Balého č.p. 25